# Jean Pierre Rossignol
Jean Pierre Rossignol, né le 7 pluviôse an X à Sarlat-la-Canéda et mort le 29 juin 1893 à Paris 6e, est un helléniste français.

## Biographie
Reçu agrégé des classes supérieures et docteur ès lettres en 1830, Rossignol a été attaché jusqu’en 1835, en qualité de suppléant au lycée Charlemagne.
Appelé à suppléer Boissonade, à la chaire de langue et littérature grecques au Collège de France, en 1845, il est devenu titulaire de cette chaire en 1855.
En 1853, il a été élu membre de l’Académie des inscriptions et belles-lettres, en remplacement d’Eugène Burnouf.
Auteur de diverses études archéologiques et littéraires, il a en outre publié un grand nombre d’articles et de dissertations dans divers journaux.
D’une avarice digne d’un personnage balzacien, il a laissé une fortune d'environ deux cent cinquante mille francs, en or et en billets de banque, qu’il a léguée, avec tous ses biens, à la ville de Paris, par un testament daté de 1864.

## Principales publications
- Les Artistes homériques : Histoire critique de tous les artistes qui figurent dans l’Iliade et dans l’Odyssée, Paris, A. Labitte, 1885, 335 p., in-8º (OCLC 1177131571, lire en ligne sur Gallica).
- Les Métaux dans l’antiquité : origines religieuses de la métallurgie : ou les Dieux de la Samothrace représentés comme métallurges d’après l’histoire et la géographie, Paris, A. Durand, 1863, 392 p., in-8º (OCLC 10016674, lire en ligne sur Gallica).
- Gygès, Lydien qui passe pour avoir introduit la peinture en Égypte, Paris, P. Dupont, 1855, 44 p., in-8º (OCLC 1176810643, lire en ligne sur Gallica).

## Décorations
- Chevalier de la Légion d'honneur (1853)[1]